# Philipp Gerlach
Johann Philipp Gerlach (Spandau, 24 de julho de 1679 - Berlim, 17 de setembro de 1748) foi um arquiteto e urbanista prussiano, que definiu parte do desenho de Berlim, capital então do reino da Prússia.

## Biografia
Aluno de Martin Grünberg, tornou-se arquiteto real em 1707. Em 1720 Frederico Guilherme I da Prússia (o rei soldado) nomeou-o arquiteto principal das residências reais e deu-lhe a responsabilidade pela construção de pontes e fortalezas. Entre 1732 e 1733 construiu uma pequena obra-prima, o Kronprinzenpalais (palácio do príncipe herdeiro) para Frederico Guilherme II. Em 1734-1735 a sua obra principal foi o Palácio da Justiça.
Devem-se a Gerlach as modificações de bairros e praças (Friedrichstadt, Pariser Platz, Leipziger Platz e Mehringplatz). Gerlach também trabalhou em Potsdam, perto de Berlim, onde construiu a Igreja da Guarnição e da Corte que foi demolida pelo regime comunista da RDA em 1968.